# Imagine Me & You
Imagine Me & You is een Brits-Duitse romantische komedie uit 2005 van Ol Parker met Piper Perabo en Lena Headey. De titel is ontleend aan een zin uit "Happy Together", een liedje uit 1967 van The Turtles.

## Verhaal
Rachel en Heck zijn al jaren een koppel en besluiten om te trouwen. Maar dan, tijdens de huwelijksceremonie, valt het oog van Rachel op een onverwachte gast, Luce. De twijfel slaat toe, is Heck wel de man van haar dromen? Ondertussen geraakt Cooper, de beste vriend van Heck, verliefd op diezelfde Luce. Zelf is Luce ongelukkig in de liefde en weet ze niet wat ze in gang heeft gezet. Wat volgt is een romantisch, grappig en ontroerend verhaal dat herkenbaar is voor ieder die zo gelukkig (of ongelukkig) is geweest om in de ban van de liefde te raken.

## Rolverdeling
| Acteur           | Personage     |
| ---------------- | ------------- |
| Piper Perabo     | Rachel        |
| Lena Headey      | Luce          |
| Matthew Goode    | Heck          |
| Darren Boyd      | Cooper        |
| Celia Imrie      | Tessa         |
| Anthony Head     | Ned           |
| Sue Johnston     | Ella          |
| Boo Jackson      | H (Henrietta) |
| Sharon Horgan    | Beth          |
| Eva Birthistle   | Edie          |
| Vinette Robinson | Zina          |
| Ben Miles        | Rob           |
| Angel Coulby     | Anna          |